# Halmaz lezártja
A matematikában egy S halmaz lezártjának, ahol S egy topologikus tér részhalmaza, azon pontok halmazát nevezzük, amelyek S-nek elemei vagy torlódási pontjai. S lezártja úgy is definiálható mint az S halmaz és S határának a uniója. Magyarul egy halmaz lezártja azon S pontjainak halmaza, ill. azon pontok halmaza amelyek S-hez "közel vannak". A halmaz lezártja és a belső része között kapcsolat van, egymás segítségével, és a komplementer művelettel kifejezhetőek egymásból.

## Definíciók

### Lezárási pontok
Ha S egy euklideszi tér részhalmaza, akkor x-et S lezárási pontjának nevezzük, ha x bármely nyílt környezete tartalmaz S-beli pontot. (Ez a pont lehet akár maga az x pont is.) Valójában ez a definíció nem függ a környezet nyíltságától.

### Torlódási pont
A fenti definíció szoros kapcsolatban van a torlódási pontok definíciójával. A különbség az, hogy a torlódási pontok esetén minden nyílt környezetnek tartalmaznia kell egy x-től különböző pontot S-ből.
Így minden torlódási pont lezárási pont is, de nem minden lezárási pont torlódási pont. Azok a lezárási pontok, amelyek nem torlódási pontok, izolált pontok. Vagyis, egy x pont izolált pontja S-nek, ha eleme S-nek és ha létezik olyan környezete, amely nem tartalmaz önmagán kívül más pontokat S-ből.

### Egy halmaz lezártja
Egy S halmaz lezártja az S összes lezárási pontjának a halmaza, vagyis a legkisebb olyan halmaz ami S-et magában foglalja és tartalmazza S összes torlódási pontját. Egy S halmaz lezártját cl(S), Cl(S), {\displaystyle \scriptstyle {\bar {S}}} vagy {\displaystyle \scriptstyle S^{-}}-el jelölik. A halmaz lezártja operátor a következő tulajdonságokkal rendelkezik:
- cl(S) egy zárt halmaz amelynek részhalmaza S.
- cl(S) a metszete az összes zárt halmaznak aminek S részhalmaza.
- cl(S) a legkisebb zárt halmaz amelynek S részhalmaza.
- cl(S) S és S határának ∂(S)-nak az uniója.
- Egy S halmaz akkor és csak akkor zárt ha S = cl(S).
- Ha S a T egy részhalmaza akkor cl(S) a cl(T) részhalmaza.
- Ha A zárt halmaz akkor A-nak S akkor és csak akkor részhalmaza ha A-nak részhalmaza cl(S).

Néha a definíciónak a 2. vagy a 3. tulajdonságot használják.

## Példák
Topologikus térben:
- {\displaystyle \emptyset =\mathrm {cl} (\emptyset )}.
- Ha a teljes tér X, akkor X = cl(X).

Legyen R és C a hagyományos módon topológiaként értelmezve, ekkor:
- Ha X euklideszi tér a valós számok (R) felett akkor: cl((0, 1)) = [0, 1].
- Ha X euklideszi tér a valós számok (R) felett, akkor a racionális számok Q halmazának a lezártja a teljes tér vagyis R. Ezek alapján Q sűrű részhalmaza R-nek.

## Operátorként
A lezáró operátor − kapcsolatban áll a belső rész operátorával o-val, a következőképpen:
S− = X \ (X \ S)o
és
So = X \ (X \ S)−
ahol X jelöli azt a topologikus teret amelynek S a részhalmaza.

## Fordítás
Ez a szócikk részben vagy egészben  a   Closure (topology) című angol Wikipédia-szócikk fordításán alapul.  Az eredeti cikk szerkesztőit annak laptörténete sorolja fel. Ez a jelzés csupán a megfogalmazás eredetét és a szerzői jogokat jelzi, nem szolgál a cikkben szereplő információk forrásmegjelöléseként.